# انتخابات الرئاسة الأمريكية 1864
الانتخابات الرئاسية الأمريكية 1864 هي الانتخابات الرئاسية الأمريكية التي جرت في 8 نوفمبر 1864، لانتخاب رئيس الولايات المتحدة، فاز بالانتخابات أبراهام لينكون، حصل على 2218388 صوت.

## معرض صور

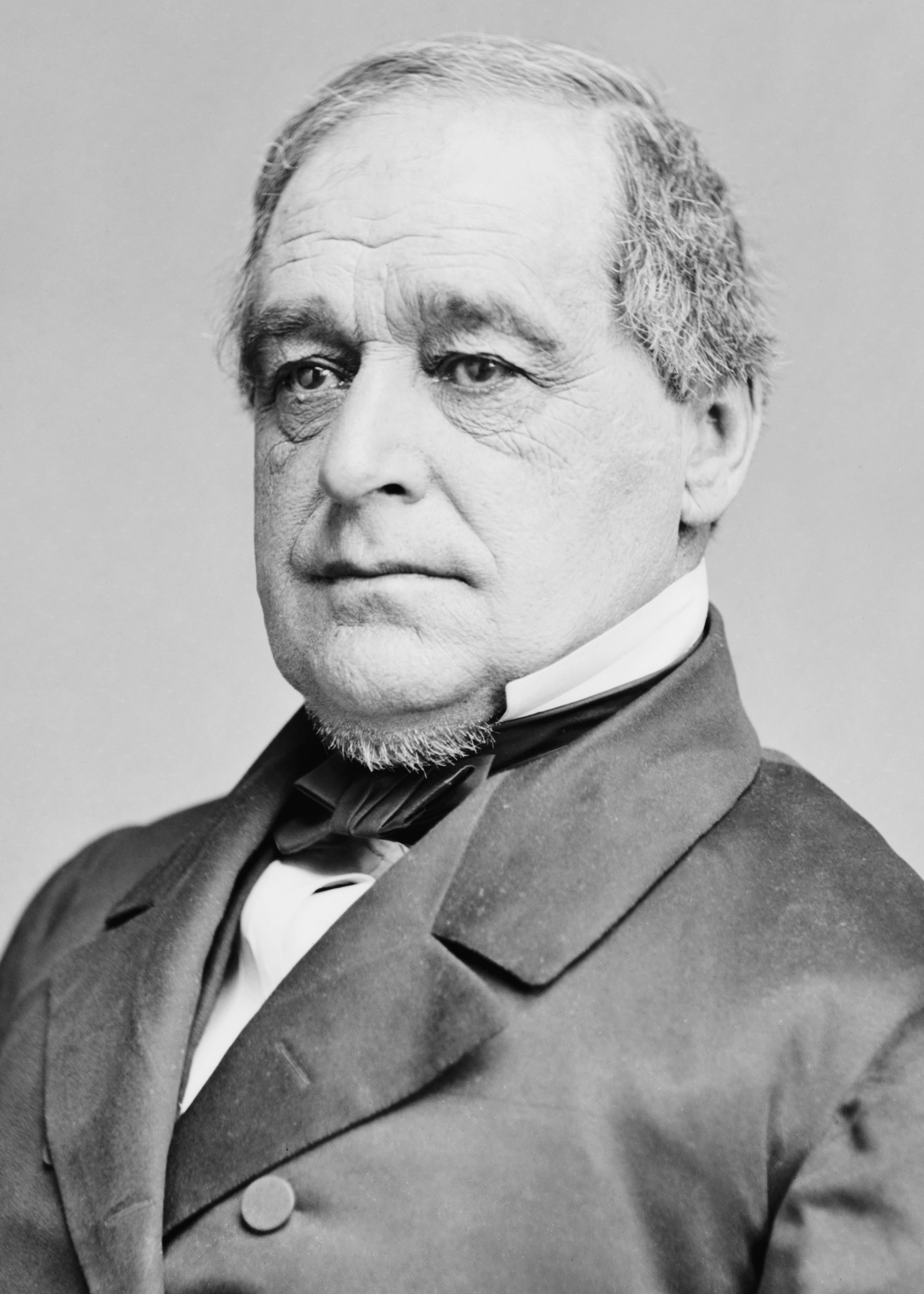
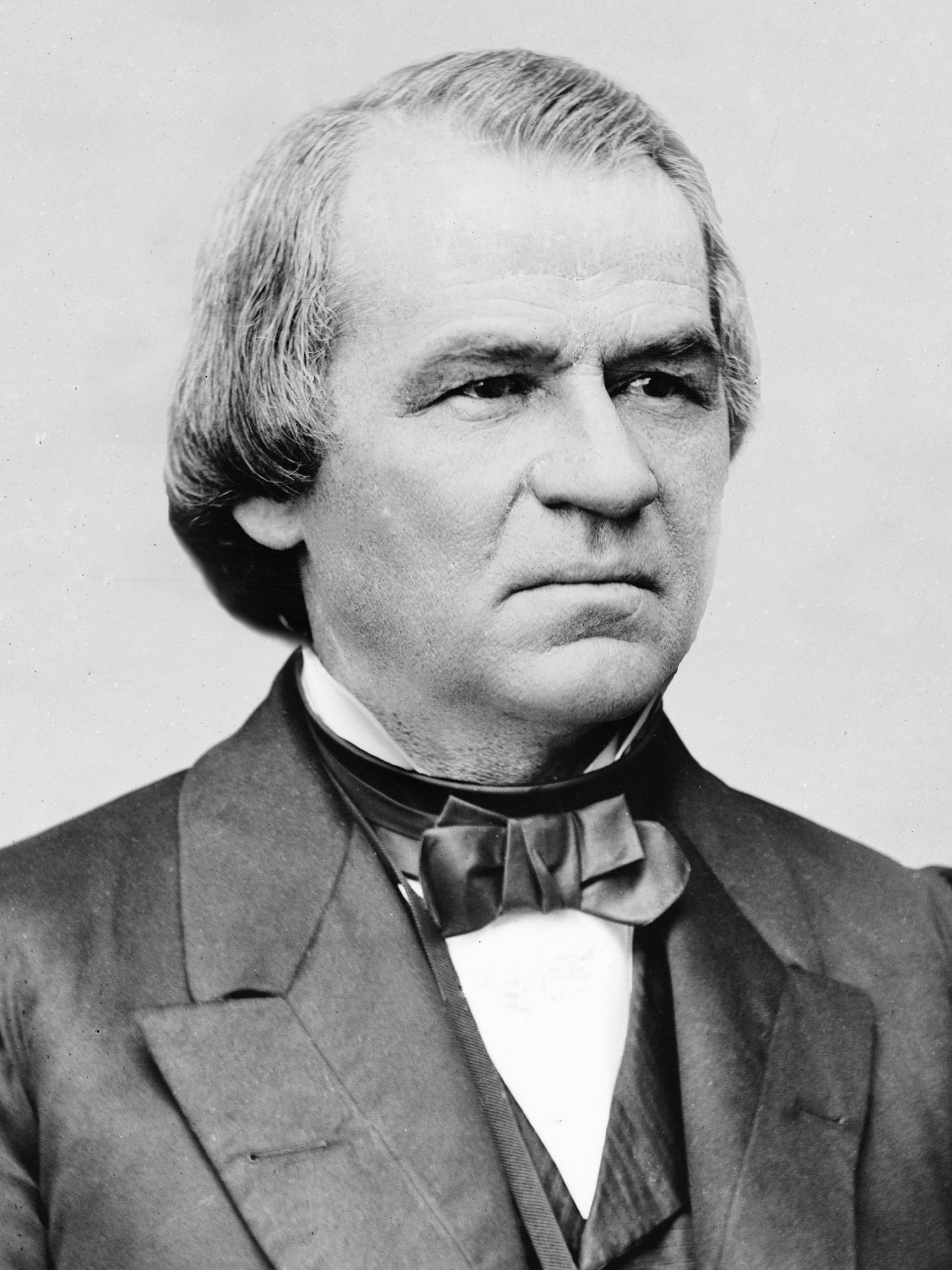
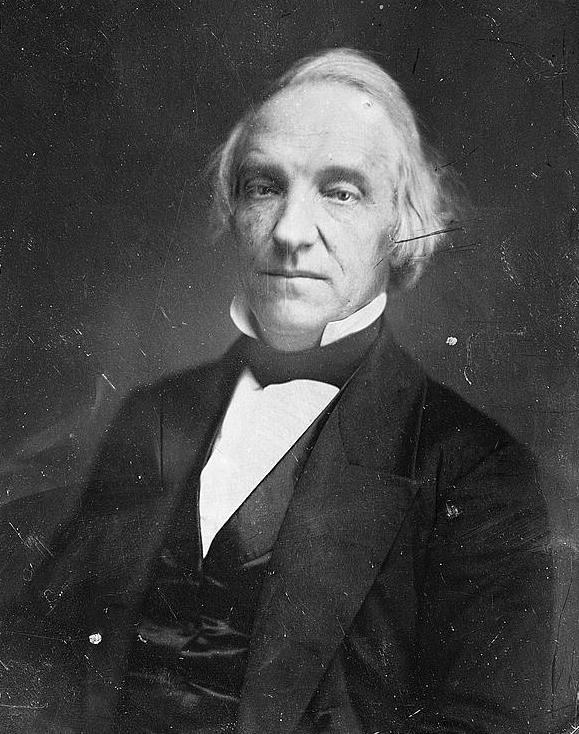
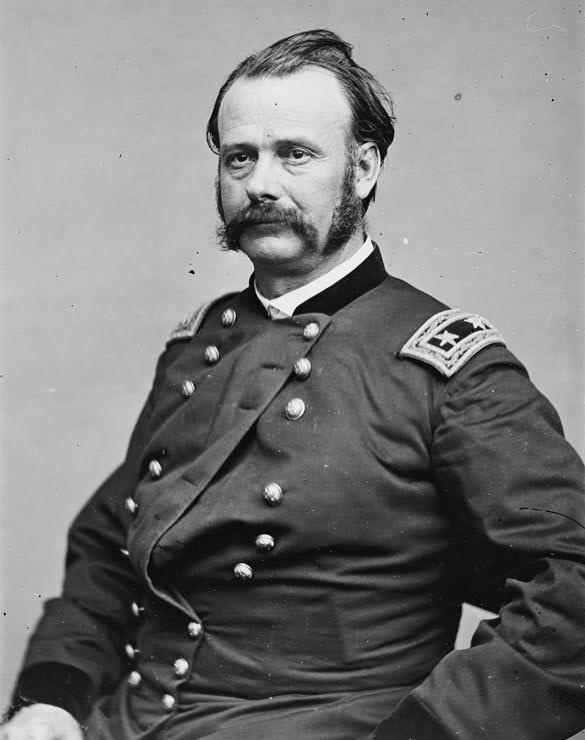
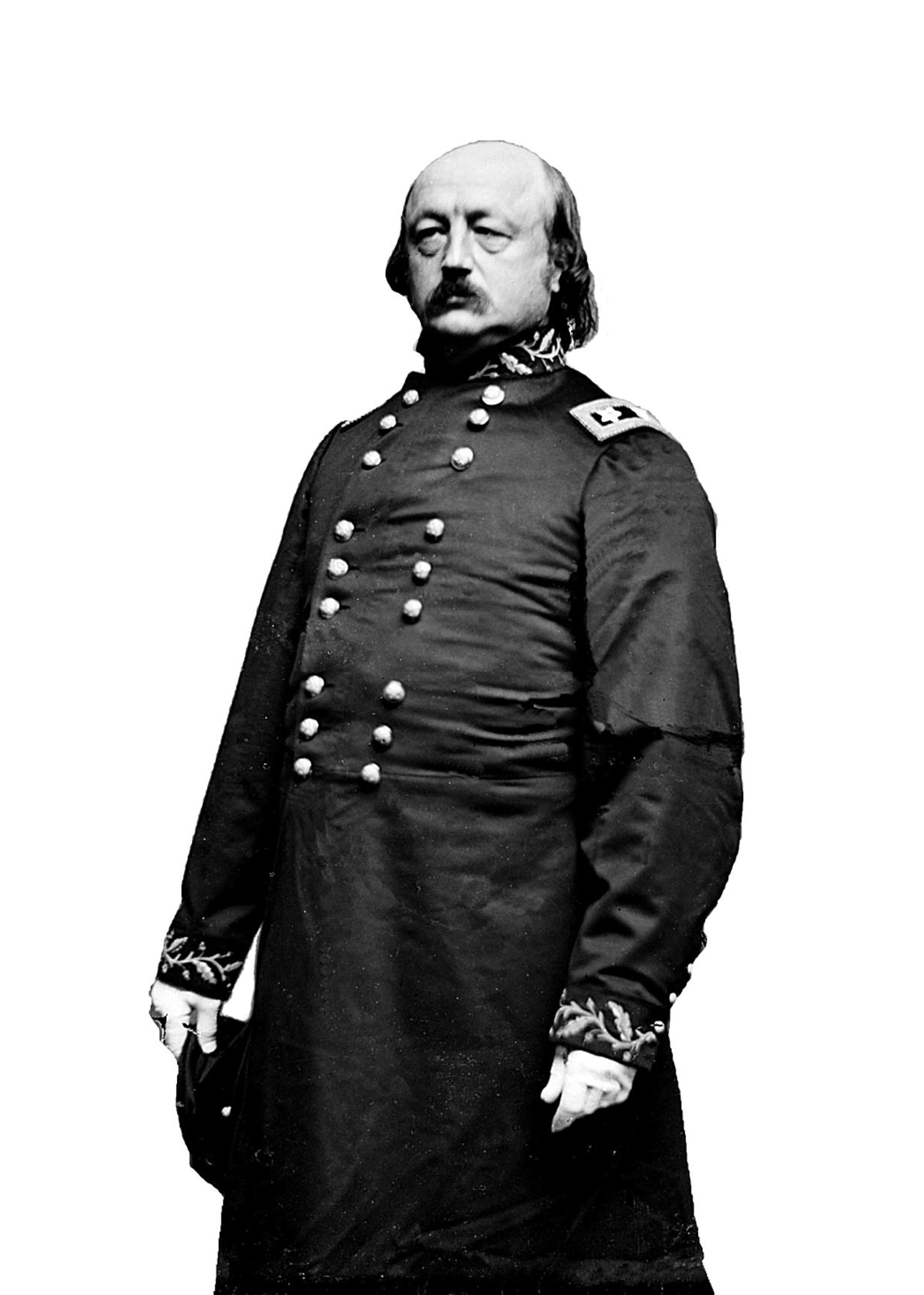

## المرشحين
| المرشح                | الحزب | عدد الأصوات |
| --------------------- | ----- | ----------- |
| أبراهام لينكون        |       | 2,218,388   |
| جورج برينتون ماكليلان |       | 1,812,807   |